# That Night
That Night is een Amerikaanse film uit 1992 onder regie van Craig Bolotin. De film is gebaseerd op de gelijknamige roman van Alice McDermott. De film betekende voor zowel Eliza Dushku als Katherine Heigl haar filmdebuut.

## Verhaal
De film speelt zich af op Long Island in 1961. Sheryl O'Connor is een 17-jarig meisje dat ooit een brave studente was op een katholieke school, maar nu geniet van alle aandacht die ze krijgt van mannen. Na het plotselinge overlijden van haar vader vindt ze haar geluk bij Rick, een jongeman die door iedereen wordt beschreven als schorem. Ze zijn smoorverliefd op elkaar en zijn gelukkig samen. Om die reden wordt ze verafgood door haar jonge buurmeisje Alice Bloom, dat wordt gepest omdat ze jonger is dan haar klasgenoten.
De ouders van Alice zijn ongelukkig getrouwd en ze wordt regelmatig afgewezen door jongens van haar leeftijd. De enige vorm van liefde die ze herkent is de relatie van Sheryl en Rick. Ze wordt bevriend met hen en kan haar geluk niet op. Haar band met haar vader verslechtert als hij lucht krijgt van Sheryl en Ricks omgang en dit vertelt aan Sheryls moeder. Hierdoor mogen zij niet meer met elkaar omgaan. Alice is echter de enige die weet dat Sheryl sindsdien 's nachts wegsluipt van huis om af te spreken met Rick.
Op een dag komt Sheryl tot de ontdekking dat ze zwanger is. Haar moeder wil haar wegsturen naar een klooster voor ongehuwde tienermeisjes die zwanger zijn, maar Sheryl wil eerst afspreken met Rick. Haar moeder verzekert haar ervan dat ze niet gelukkig zal zijn met Rick, omdat hij geen vast inkomen heeft. Vlak voordat ze vertrekt geeft ze een brief aan Alice, die bestemd is voor Rick. Alice kan deze echter niet leveren aan het juiste adres, omdat ze wordt tegengehouden door haar ouders.
Rick is ondertussen in de war van Sheryls plotselinge vertrek en komt regelmatig langs, in een poging haar te spreken. Op een avond loopt dit uit op een vechtpartij tussen de buurtbewoners en Rick en zijn vrienden. Alice probeert hem te helpen en vindt het adres waar Sheryl verblijft. Ze haalt hem over om met haar naar het klooster te reizen en onderweg vertelt hij haar dat hij in de steek is gelaten door zijn ouders en Sheryl hem op het rechte pad hielp. Eenmaal bij het klooster gaat Alice stiekem naar binnen en verwacht ze dat Sheryl dolgelukkig zal zijn.
Sheryl is echter overtuigd dat er geen toekomst is met Rick en wil dus niet met hem meegaan. Teleurgesteld zet Rick Alice terug op de bus naar huis en terwijl ze vertrekt, ziet ze Sheryl terugkeren naar Rick. Eenmaal thuis verwacht ze een ernstige straf van haar ouders, maar zij zijn enkel blij om haar weer terug te zien.

## Rolbezetting
| Acteur           | Personage       |
| ---------------- | --------------- |
| Juliette Lewis   | Sheryl O'Connor |
| Eliza Dushku     | Alice Bloom     |
| C. Thomas Howell | Rick            |
| Helen Shaver     | Ann O'Connor    |
| J. Smith-Cameron | Carol Bloom     |
| John Dossett     | Larry Bloom     |
| Katherine Heigl  | Kathryn         |